# Sylvia Kibet
Sylvia Chibiwott Kibet (Kapchorwa-district, 28 maart 1984) is een Keniaanse langeafstandsloopster. Zij nam eenmaal deel aan de Olympische Spelen en veroverde bij die gelegenheid een bronzen medaille. Deze ontving zij echter pas jaren later. Aanvankelijk was zij op de 5000 m tijdens de Spelen van 2008 namelijk vierde geworden. In 2017 werd dit resultaat echter alsnog opgewaardeerd naar een derde plaats en dus een bronzen medaille na de diskwalificatie van de Turkse Elvan Abeylegesse als gevolg van een bij een hertest geconstateerde dopingovertreding.

## Loopbaan
In 2006 won Kibet een bronzen medaille op de 5000 m bij de Afrikaanse kampioenschappen en werd vijfde op de 3000 m tijdens de wereldatletiekfinale. Op de halve marathon van Mereno won ze de wedstrijd in een tijd van 1:13.48,3.
Een jaar later won Sylvia Kibet bij de Afrikaanse Spelen van 2007 op de 5000 m een bronzen medaille. Op de wereldkampioenschappen in Osaka dat jaar viste ze op de 5000 m, ondanks een PR-tijd van 14.59,26, met een vierde plaats net achter de medailles. De race werd gewonnen door de Ethiopische Meseret Defar. Een maand later verbeterde ze haar persoonlijk record naar 14.57,37 en won hiermee een zilveren medaille bij de wereldatletiekfinale in Stuttgart.
Het lot om, ondanks goede prestaties, op belangrijke toernooien steeds net buiten de medailles te vallen, trof Kibet ook in 2008. Aan het begin van het jaar nam zij deel aan de wereldindoorkampioenschappen in Valencia, waar zij uitkwam op de 3000 m. Ze liep er een tijd van 8.41,82, een Keniaans indoorrecord, maar werd desondanks vierde. Meseret Defar (1e in 8.38,79), Meselech Melkamu (2e in 8.41,50) en Mariem Alaoui Selsouli (3e in 8.41,66) bleven haar voor. Later dat jaar was het op de 5000 m tijdens de Olympische Spelen in Peking niet anders. Sylvia Kibet werd in 15.44,96 opnieuw vierde, achter olympisch kampioene Tirunesh Dibaba uit Ethiopië (15.41,40), de eveneens oorspronkelijk uit Ethiopië afkomstige Turkse Elvan Abeylegesse (2e in 15.42,74) en alweer Meseret Defar (3e in 15.44,12). Jaren later kreeg zij echter alsnog een bronzen medaille, omdat na een hertest was vastgesteld, dat Abeylegesse een overtreding tegen het dopingreglement had begaan. Hierdoor werd de Turkse uit de uitslag geschrapt, schoof Defar op naar de tweede  en Kibet naar de derde plaats.
Sylvia Kibet trainde lange tijd regelmatig met haar inmiddels Nederlandse zus Hilda Kibet. Ook haar tante Lornah Kiplagat is een genaturaliseerde Nederlandse langeafstandloopster.

## Persoonlijke records
Baan
| Onderdeel   | Prestatie | Datum             | Plaats   |
| ----------- | --------- | ----------------- | -------- |
| 1500 m      | 4.07,87   | 6 juni 2010       | Rabat    |
| 3000 m      | 8.37,48   | 22 juli 2010      | Monaco   |
| 2 Eng. mijl | 9.16,62   | 14 september 2007 | Brussel  |
| 5000 m      | 14.31,91  | 23 mei 2010       | Shanghai |
| 10.000 m    | 30.47,20  | 14 juni 2009      | Utrecht  |

Weg
| Onderdeel      | Prestatie | Datum             | Plaats  |
| -------------- | --------- | ----------------- | ------- |
| 10 km          | 31.20     | 9 mei 2010        | Glasgow |
| 15 km          | 47.57     | 20 september 2009 | Zaandam |
| halve marathon | 1.09,51   | 19 april 2009     | Nice    |

Indoor
| Onderdeel | Prestatie           | Datum            | Plaats    |
| --------- | ------------------- | ---------------- | --------- |
| 1500 m    | 4.05,33 (nat. rec.) | 10 februari 2010 | Stockholm |
| 3000 m    | 8.40,50             | 11 maart 2012    | Istanboel |

## Palmares

### 1500 m
- 1999:  WK voor B-junioren - 4.24,43

### 2000 m
- 2013: 7e Flame Games te Amsterdam - 5.56,12

### 3000 m
- 2006: 5e Wereldatletiekfinale - 8.40,09
- 2007: 5e Wereldatletiekfinale - 8.46,10
- 2008: 4e WK indoor - 8.41,82
- 2008: 6e Wereldatletiekfinale - 8.50,55
- 2010: 4e WK indoor - 8.52,16
- 2012: 4e WK indoor - 8.40,50

### 5000 m
- 2006:  Afrikaanse kamp. - 15.57,14
- 2007: 4e WK - 14.59,26
- 2007:  Wereldatletiekfinale - 14.57,37
- 2008:  OS - 15.44,96 (na DQ Elvan Abeylegesse)
- 2008: 8e Wereldatletiekfinale - 15.00,03
- 2009:  WK - 14.58,33
- 2011:  WK - 14.56,21

### 10.000 m
- 2009: 4e WR-Festival te Utrecht - 30.47,20

### 5 km
- 2007:  BOclassic - 16.02
- 2012:  BOclassic - 16.21

### 4 mijl (weg)
- 2009:  4 Mijl van Groningen - 19.48,5

### 10 km (weg)
- 2008:  Corrida van Houilles - 31.50

### 15 km (weg)
- 2008:  Montferland Run - 49.54

### 10 Eng. mijl (weg)
- 2012:  Dam tot Damloop - 51.42
- 2013:  Dam tot Damloop - 52.06
- 2015: 7e Dam tot Damloop - 54.29

### marathon
- 2015:  marathon van Hamburg - 2:26.16

### veldlopen
- 2011: 13e WK - 25.56

### Golden en Diamond League-podiumplekken
- 2007:  2 mijl Memorial Van Damme – 9.16,62
- 2008:  5000 m Meeting Gaz de France – 15.09,23
- 2008:  5000 m ISTAF – 15.05,09
- 2011:  5000 m DN Galan – 14.45,31
- 2012:  3000 m Qatar Athletic Super Grand Prix – 8.47,49
- 2012:  3000 m Herculis - 8.39,14
- 2012:  3000 m Athletissima – 8.42,44